# رافاو پیزچ
رافاو پیزچ (انگلیسی: Rafał Piszcz; ۲۴ اکتبر ۱۹۴۰ – ۱۲ سپتامبر ۲۰۱۲) قایقران کایاک، و قایقران کانو اهل لهستان بود.